# Jordan Williams (Schauspieler)
Jordan Williams ist ein US-amerikanischer Schauspieler.

## Leben
Erste Erfahrungen auf der Bühne sammelte Williams in verschiedenen Theatern in Seattle und später in Chicago. Dort machte er seine Schauspielausbildung am The Second City Training Center. An der Western Washington University machte er schließlich seinen Bachelor of Arts in Schauspiel. Erste Mitwirkungen im Kurzfilmen hatte er ab 2016. 2018 übernahm er die Hauptrolle des Jacob im Kurzfilm Blind Date, der am 27. Januar 2018 auf dem Tally Shorts Film Festival gezeigt wurde. Im selben Jahr war er in der Rolle des Peter Yapp im Fernsehfilm Tomb Invader zu sehen. 2021 spielte er in einer Episode der Fernsehserie Brassic mit. 2022 durfte er neben Megha Sandhu im Film Arranged Marriage, der das Thema arrangierte Ehen, mitspielen. Dabei übernahm er eine der männlichen Hauptrollen des Clive. Der Film wurde unter anderen über Amazon Prime und ITunes vertrieben.

## Filmografie (Auswahl)
- 2016: Night Light (Kurzfilm)
- 2017: Just Those Four Things (Kurzfilm)
- 2018: Blind Date (Kurzfilm)
- 2018: A Cry for Help (Fernsehserie)
- 2018: The Chicken Song (Miniserie; auch Produktion und Drehbuch)
- 2018: You Haven't Read Harry Potter? (Kurzfilm)
- 2018: Straight Best Friend Off! (Kurzfilm)
- 2018: Tomb Invader (Fernsehfilm)
- 2018: Easter Blues (Kurzfilm)
- 2018: Go Fish (Kurzfilm)
- 2018: Noxious (Kurzfilm)
- 2018: Insecurities! The Musical (Fernsehfilm)
- 2018: My Name Here (Kurzfilm)
- 2018: A Cancer Situation (Kurzfilm)
- 2019: LapCat! (Fernsehserie, Episode 1x10)
- 2019: Funny Runs (Kurzfilm; auch Regie und Drehbuch)
- 2020: Freshly F*cked (Fernsehserie, Episode 1x02)
- 2020: Before (Kurzfilm)
- 2021: The Mels (Fernsehserie)
- 2021: Wanderlist (Kurzfilm)
- 2021: Brassic (Fernsehserie, Episode 3x06)
- 2022: Melons (Kurzfilm)
- 2022: Arranged Marriage

## Theater (Auswahl)
- Cinderella, Regie: Jerry Foust, Windy City Music Theatre
- We're The Problem, Regie: John Hildreth, Second City Conservatory
- Romeo & Juliet, Regie: Ricardo Gutierrez, Teatro Vista
- The Coward, Regie: Vance Smith, Stage Left
- Sleeping Beauty, Regie: Priscilla Hummel, Provision Theater
- Once Upon a Mattress, Regie: Jerry Foust, Windy City Music Theatre
- 25th Annual... Spelling Bee, Regie: Alyson Soma, Renton Civic Theater
- Sloth, Regie: Aaron Schmookler, Gold From Straw Theatre Co.
- The Real Inspector Hound, Regie: Zachariah Robinson, Stone Soup Theatre